# Random Acts of Happiness
Random Acts of Happiness è il nono album (registrato dal vivo) del gruppo jazz britannico Earthworks.

## Tracce
1. My heart declares a holiday – 5:27
2. White knuckle wedding – 7:44
3. Turn and return – 2:51
4. Tramontana – 8:05
5. Bajo del sol – 8:45
6. Seems like a lifetime ago (part 1) – 3:56
7. Modern folk – 6:27
8. With friends like these… – 2:53
9. Speaking with wooden tongues – 7:54
10. One of a kind (part 1) – 2:09
11. One of a kind (part 2) – 4:16

## Formazione
- Bill Bruford (batteria, percussioni)
- Steve Hamilton (piano)
- Mark Hodgson (basso)
- Tim Garland (sax tenore e soprano, flauto, clarinetto)